# Marasmarcha brevirostris
Marasmarcha brevirostris là một loài bướm đêm thuộc chi Marasmarcha, được tìm thấy ở Guatemala, México, và Panama. Con trưởng thành bay vào tháng 2 và tháng 8, sải cánh dài khoảng 20–25 mm.